# Bad Segeberg
Bad Segeberg (in basso tedesco Sebarg) è una città dello Schleswig-Holstein, in Germania.
È capoluogo del circondario (Kreis) di Segeberg (targa SE).

## Amministrazione

### Gemellaggi
- Kiryat Motzkin